# Ospitaletto
Ospitaletto est une commune italienne de la province de Brescia, dans la région Lombardie.

## Administration
| Période                                  | Période     | Identité             | Étiquette | Qualité |
| ---------------------------------------- | ----------- | -------------------- | --------- | ------- |
| 14 mai 2001                              | 16 mai 2011 | Giorgio Prandelli    | PDL       |         |
| 16 mai 2011                              | En cours    | GianBattista Sarnico | PD        |         |
| Les données manquantes sont à compléter. |             |                      |           |         |

### Hameaux
Lovernato

### Communes limitrophes
Castegnato, Cazzago San Martino, Passirano, Travagliato